# Терехова, Наталья Андреевна
Ната́лья Андре́евна Те́рехова (7 июля 1967, Алма-Ата, Казахстан) — гитаристка, рок-музыкант, звукорежиссёр, веб-мастер.

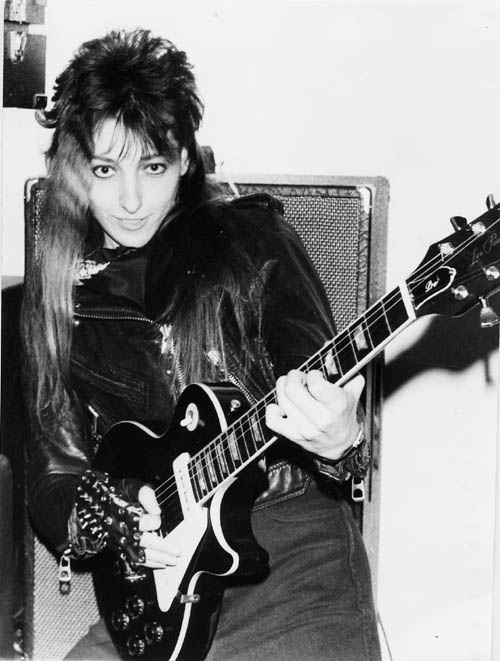
1993 год, группа «Lamia»

## Биография
1976—1978 гг. — Оркестр русских народных инструментов при ДК «Строитель» г. Алма-Ата, Казахстан. Исполнитель на мандолине .
С 1978 г. — Самостоятельное обучение на гитаре.
1984—1990 гг. — Закончила Алматинский институт народного хозяйства по специальности «Автоматизированные системы управления и механизированная обработка экономической информации» (МОЭИиАСУ).
1985—1987 гг. — Закончила Заочный народный университет искусств (ЗНУИ) по специальности «Теория музыки».
1989—1995 гг. — основатель и лидер женской группы «Lamia» (Казахстан, Алма-Ата, hard'n'heavy).
1999—2019 гг. — основатель и лидер группы «Magic» («Четыре девушки и барабанщик», Москва, рок-кавера). Группа создана при поддержке Александра Сикорского (ансамбль «Старая Гвардия», группа «Атланты», группа «Осколки Сикорского»).
1995—1997 гг. — гитаристка группы «Женская Болезнь»  (Москва, трэш-метал). В 2023 г. переиздано на CD два альбома, издательство «GS Productions»:
— «Первая Леди В СССР» 1990 г. / Live in Фестиваль «Черемуха» 1991 г.
— «В Постели Без Мадонны» 1990-1991 гг. / «III» 1996-1997 гг.
1996—1998 гг. — гитаристка группы «Мотохулиганы» (Москва, русский рок).
1995—2007 гг. — техник, ассистент звукорежиссёра на студии SNC (центр Стаса Намина).
1997—2000 гг. — звукорежиссер группы Александра Лосева.
С 2007 года гитаристка группы «Вольная стая». Группа выпустила два полноформатных альбома:
— 2007 г. «Вольная Стая», альбом «Стая», Лейбл «CD-Maximum».
— 2019 г. «Вольная Стая», альбом «Джекпот», Лейбл «Metalism Records».
С 2021 года (по настоящее время) гитаристка кавер-группы «Old Time Rock And Roll» .
2023 (февраль)—2024 (декабрь) гг. — гитаристка группы «РаЧей».
С 2023 года (по настоящее время) гитаристка группы «Нелли» (Нелли Барыкина).
С 2024 года (по настоящее время) гитаристка группы «Любимов Бэнд» (Игорь Любимов). В составе также музыканты Фёдор Васильев, Андрей Шатуновский.
В разное время принимала участие в качестве гитаристки: группа «Мона Лиза», певица ЖурГа (Галина Журавлева), певица Азиза, певица ДЖУС, группа «Коррозия Металла» (2007 г.), Денис Майданов.
Основатель и автор портала о женщинах-музыкантах «www.Guitaristka.ru» . Сайт был основан 25 октября 2003 года. В 2004 году сайт стал финалистом шестого Всероссийского открытого интернет-конкурса Золотой сайт за вклад в развитие интернета: Диплом финалиста в номинации «Тематический сайт». В 2008 году «www.Guitaristka.ru» становится финалистом «Enthusiast Internet Award 2008», а победителем Премии «Enthusiast Internet Award» в категории «Музыка» стал проект клуба «Schkura» вебмастера Натальи Тереховой.

## Участие в видеосъёмках
- Lamia: Time of the bats (группа Ламия), «Время летучих мышей». Монтаж из роликов — «Телешоу РИК» (1992 г.) и «Музыкальное казино» (1993 г.)[26];
- Алма-Атинская женская хард-н-хэви группа «Ламия» в программе «Музыкальное казино», 1993 год.[27];
- Алма-Атинская женская хард-н-хэви группа «Ламия» в программе «Все, кроме политики», 1995 г.[28] на канале Тотем. В составе: Алексей Островной, Наталья Терехова, Ольга Пилюгина, Татьяна Бороздина, ведущий Станислав Малоземов
- «Ночной Виджей» [29] на Дарьял ТВ, прямой эфир, 2001 г. (с группой «Magic»);
- «Каля-Маля», ТВ Центр, сентябрь, 2002 г. (с группой «Magic»);
- «Каля-Маля», ТВ Центр, 14 декабря, 2002 г. с группой Magic (автор программы Валерий Митрофанов) [30];
- Программа «Времечко» [31], ТВЦ, 1 октября, 2004 г., в 23:30 — сюжет о группе «Женская Болезнь» с участием гитаристки Натальи Тереховой и вокалистки этой группы Ирины Локтевой;
- «Клубный Патруль» [32], ТВ-3, 1 декабря, полночь (00:00), 2004 г. — в составе Галина Куприянова, Наталья Малишевская и Наталья Терехова.
- Программа «Модный приговор» [33] на Первом канале «Дело о том, как стать современной». 13 мая 2009 года. Героиня Наталья Терехова. С участием: Алексей Страйк, Татьяна Савостьянова, Марина Малахова.
- Программа «Давай поженимся» [34] на Первом канале. 26 октября 2011 года. С участием группы «Вольная стая». Невеста — Наталья Терехова
- «Art-Izo-Center». Наталья Терехова. Интервью с Маргаритой Майской. 13.04.2013 [2]
- Творческое объединение «Преображение». Наталья Терехова - девушка в роке! Интервью. Июнь 2016 г.[35]
- Видео-интервью "Sandler Guitar Blog #6 Наталья Терехова" от 15.01.2016 [36]
- Джордж Дэлл и Наталья Терехова Рок Гитаристка - Интервью 21 Века! 28 сентября 2023 г.[37]
- «Пью чай с рок гитаристкой Натальей Тереховой!» Выпуск 28, 20 мая 2024 г.[38]

## Дискография
- Группа «Lamia» артист Encyclopaedia Metallum [39]
- Группа «Lamia» 1994 г. Яндекс.Музыка [40]
- Альбом-архив «Наталья Терехова» 2010 г. Яндекс.Музыка [41]
- Двойной альбом «Terekhova». 2004 г.[42]
- Концертный диск группы Magic «Sleep’n’Rock» (сборник 1999—2002 гг.) [43]
- Magic «BOOM» 2013 г. Студийный альбом.[44]
- SoundCloud — Natalie Terekhova. Проекты.[45]